# 泥屑灰岩
泥屑灰岩（英語：calcilutite）是一種石灰岩，主要由超過50%的粉砂和黏土顆粒的碎屑碳酸鹽顆粒組成。這些顆粒由沙粒大小的珊瑚、貝殼、鮞粒、石灰岩和白雲石的碎片組合組成。此一詞最初由Grabau於1903年提出，作為碎屑石碳酸鹽分類系統的一部分。泥屑灰岩可以在各種海洋和非海洋環境中堆積， 包括、海灘、近海沙壩和淺灘、濁積岩等。